# Trolleybus Solingen
| Trolleybus Solingen                              | Trolleybus Solingen          |
| ------------------------------------------------ | ---------------------------- |
| Wagen 73 am 29. Juli 1986 in Wuppertal-Vohwinkel |                              |
| Stückzahl:                                       | 80                           |
| Hersteller:                                      | Eigenbau Stadtwerke Solingen |
| Baujahre:                                        | 1968–1974                    |
| Einsatzjahre:                                    | 1968–2010                    |
| Länge:                                           | 12.000 mm                    |
| Breite:                                          | 2500 mm                      |
| Höhe:                                            | 3050 mm                      |
| Leermasse:                                       | 11.340 kg                    |
| Maximal zulässiges Gesamtgewicht:                | 22.000 kg                    |
| Achsen:                                          | drei                         |
| Höchstgeschwindigkeit:                           | 60 km/h                      |
| Stundenleistung:                                 | 105 kW                       |
| Hilfsantrieb:                                    | ja                           |
| Sitzplätze:                                      | 28–35                        |
| Stehplätze:                                      | 105–124                      |

Der Trolleybus Solingen – abgekürzt TS – ist ein ehemaliger deutscher Oberleitungsbus-Typ. Die insgesamt 80 dreiachsigen und zweitürigen Solowagen entstanden in den Jahren 1967 bis 1974 als Eigenbauten der Stadtwerke Solingen (SWS) für den Oberleitungsbus Solingen. Der Aufbau stammt vom Essener Karosseriebauunternehmen Gebr. Ludewig, das Fahrwerk basiert auf serienmäßigen Bauteilen von Krupp-Lastkraftwagen. Darunter die Faustachse vorne, das Doppelachsaggregat vom Fronthauber LF 380 hinten, Lenkung, Schubstangen, Stoßdämpfer und andere Kleinteile. Die Falttüren lieferte die Waggonfabrik Uerdingen zu, die Motoren Garbe-Lahmeyer und die elektrische Ausrüstung Kiepe. 
Die TS-Eigenbauten entstanden in erster Linie, weil in Deutschland nach 1962 keine serienmäßig produzierten Oberleitungsbusse erhältlich waren, die erste Solinger Obus-Generation aus den 1950er-Jahren aber gegen Ende der 1960er-Jahre dringend erneuert werden musste. 

## Beschreibung
Der Trolleybus Solingen wurde in die drei Unterbaureihen TS 1, TS 2 und TS 3 unterteilt und hatte – je nach Variante – 28 Sitz- und 124 Stehplätze oder 35 Sitz- und 105 Stehplätze. Aufgrund des vergleichsweise hohen Stehplatzanteils, bei einer Version betrug die Stehplatzfläche zwölf Quadratmeter, entsprach die Beförderungskapazität annähernd einem Gelenkwagen beziehungsweise einem Anderthalbdecker. Der Zustieg vorne erfolgte beim TS 1 stufenlos, beim TS 2 und TS 3 war eine niedrige Stufe zu überwinden. Hinten waren es bei allen drei Varianten zwei etwas höhere Stufen. Im Innenraum war zwischen dem vorderen und dem hinteren Fahrzeugbereich bei allen Wagen eine Stufe zu bewältigen. Der TS 1 war somit partiell niederflurig, das heißt, er entsprach dem heutigen Low-Entry-Konzept.
Das hintere Doppelachsaggregat erlaubte, anders als die bei Hochflurwagen übliche Doppelbereifung, auch im Heckbereich eine möglichst große Durchgangsbreite zwischen den Radkästen. Die mit rotem Kunstleder bezogenen Sitze waren aufsteigend angeordnet und im Niederflurbereich teilweise auf Podesten montiert. Beim TS 1 waren auf der Türseite Doppel- und auf der Fensterseite Einzelsitze anzutreffen, beim TS 2 und TS 3 war es umgekehrt. 
Der Drehstrommotor leistete 105 kW beziehungsweise 136 PS. Eine Besonderheit der TS-Baureihe war ihr Doppelachsantrieb. Die doppelte Hinterachse, auch Tandemachse genannt, wurde dabei speziell im Hinblick auf die steigungsreichen Strecken in Solingen konzipiert. Zusätzlich besaßen die Fahrzeuge einen 30 PS starken Hilfsantrieb von Volkswagen, hierbei handelte es sich um einen Boxermotor.  
Die Produktion eines jeden Fahrzeugs kostete die Stadtwerke Solingen im Durchschnitt 165.000 Deutsche Mark. Damit waren die TS sogar günstiger als die seinerzeit angebotenen Dieselbusse. Ursächlich dafür war in erster Linie die Weiterverwendung der elektrischen Komponenten eines Großteils der insgesamt 67 Wagen der Vorgängerbaureihe ÜHIIIs. Hierzu gehörten vor allem die Hauptmotoren und die Kompressoraggregate. Die fehlenden elektrischen Ausrüstungen erwarben die Stadtwerke gebraucht bei anderen Verkehrsunternehmen. 
Die drei Unterbaureihen unterschieden sich äußerlich nur geringfügig voneinander. Unter anderem ließen sie sich bezüglich ihrer Front- beziehungsweise Heckgestaltung, der Höhe der Fenster im Niederflurbereich, der Zahl der Sitzplätze und der jeweils verwendeten Türbauart differenzieren:
| Untertyp | Anzahl | Inbetriebnahme | Betriebsnummern   |
| -------- | ------ | -------------- | ----------------- |
| TS 1     | 14     | 1968 1969      | 1–5 6–14          |
| TS 2     | 31     | 1970 1971 1972 | 15–18 19–34 35–45 |
| TS 3     | 35     | 1972 1973 1974 | 46–47 48–63 64–80 |

## Einsatz in Solingen
Der erste Planeinsatz eines TS erfolgte am 13. März 1968, nach und nach ersetzten die neuen Wagen die zusammen 79 Vorgängerfahrzeuge der Baureihen ÜHIIIs (67 Stück) und HS 160 OSL (sechs Stück) beziehungsweise OSL-G (sechs Stück). Jedoch konnten die TS anfangs nicht auf der Linie 3 nach Burg an der Wupper eingesetzt werden, so dass sich der vollständige Generationswechsel noch eine Weile hinzog. Erst als die dortige Drehscheibe Unterburg 1974 einen Verlängerungs-Aufsatz erhielt, waren sie freizügig im gesamten Liniennetz einsetzbar. Im Schnitt legten sie dabei 42.500 Kilometer jährlich zurück, zehn Jahre lang bestand der gesamte Obus-Wagenpark der SWS dabei ausschließlich aus der hier behandelten Baureihe. 
Mitte der 1980er-Jahre wurde der Trolleybus Solingen dann seinerseits sukzessive durch die Nachfolgebaureihen MAN SG 200 HO (ab 1984) und MAN SL 172 HO (ab 1986) abgelöst, letzter Einsatztag eines TS war der 7. Juli 1988. Mit der Außerbetriebnahme der TS reduzierten die Stadtwerke zugleich ihren Obus-Bestand, die 80 Altbauwagen wurden durch nur 67 Neubauwagen ersetzt. Die Folge war ein fallweiser Dieselbuseinsatz auf Obus-Linien. 
Als Besonderheit wurde TS 44 im Winter 1986/87 noch vorübergehend als Arbeitswagen für die Fahrleitungsenteisung eingesetzt. Hierbei trug er die Betriebsnummer 99.

## Verkauf nach Argentinien

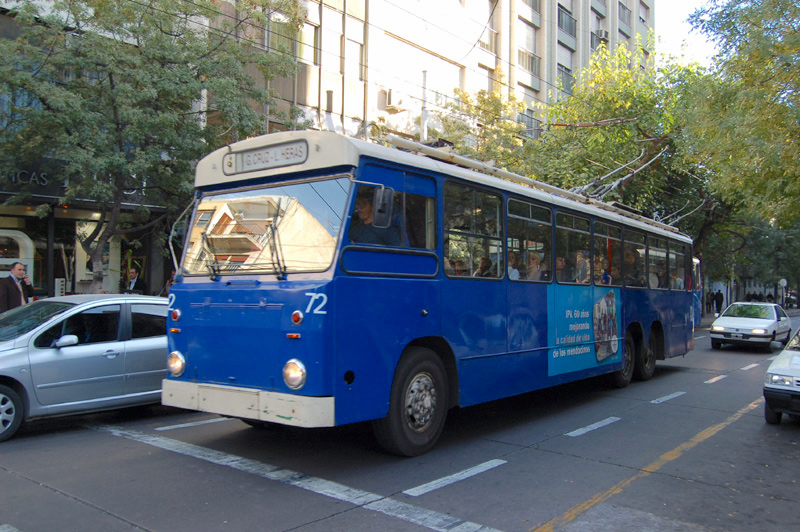
Die ehemals Solinger TS fuhren bis 2010 in Mendoza, hier Wagen 72 im Mai 2009

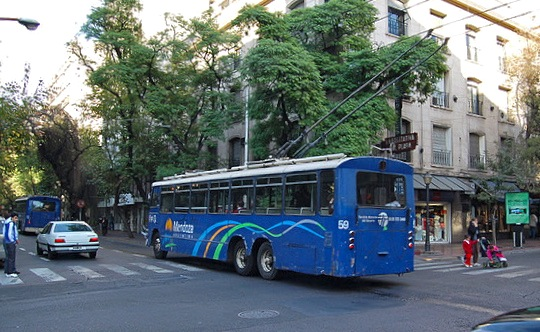
Heckansicht des Wagens 59

Zunächst bestanden Pläne, die ausgemusterten TS nach Mexiko-Stadt oder in die Volksrepublik China abzugeben. 1985 gab es Verhandlungen mit der bulgarischen Stadt Plewen. Diese überlegte 62 von ihnen abzunehmen, entschied sich aufgrund der geringen Kapazität – man beabsichtigte damals eigentlich Gelenkwagen zu beschaffen – gegen diese Option.
Schließlich wurden sie Ende 1988 an die argentinische Stadt Mendoza verkauft. Lediglich zwei TS gelangten nicht nach Argentinien. Wagen 8 diente bereits ab 1986 als Übungsobjekt für die Solinger Berufsfeuerwehr und wurde anschließend zerlegt. Wagen 1 landete bei einer Spedition im niederländischen Venlo, er wurde Ende 1988 ebenfalls verschrottet. 
In Mendoza nahm die örtliche Verkehrsgesellschaft Empresa Provincial de Transporte de Mendoza (EPTM) 58 der 78 gekauften Wagen wieder in Betrieb. Die restlichen 20 Wagen – darunter alle zwölf vor Ort befindlichen TS 1 – nutzte man zunächst als Ersatzteilspender. Aufgrund einer Netzerweiterung reaktivierte man jedoch um 2005 herum nach Jahren der Abstellung auch ältere Wagen, somit kamen in Argentinien erstmals auch TS 1 zum Einsatz. Alle TS wurden in Mendoza mit neuen Nummern versehen, ab 1997 wurden sie zudem blau lackiert. Aufgrund ihrer Herkunft wurden die TS in Argentinien auch los alemanes (die Deutschen) genannt.
Eine Sonderstellung hatte Wagen 37, er wurde eine Zeit lang für touristische Stadtrundfahrten eingesetzt. Hierzu besaß er eine veränderte Inneneinrichtung und eine Sonderlackierung. 
Ab April 2009 wurden die Solinger Wagen in Argentinien sukzessive durch 80 gebrauchte New-Flyer-Obusse vom kanadischen Oberleitungsbus Vancouver ersetzt, Anfang März 2010 waren nur noch elf TS im Einsatz. Am 1. Mai 2010 war schließlich der letzte Einsatztag dieser Baureihe.

## Museumswagen
Schon vor dem Einsatzende in Argentinien entschied sich das Obus-Museum Solingen einen Trolleybus Solingen in Deutschland museal zu erhalten. Am 16. Mai 2012 übergab EPTM schließlich nach langwierigen Verhandlungen den Wagen 51, einen TS 3 der in Solingen früher die Nummer 68 trug, an den Verein. Dieser erreichte am 18. September 2014 Solingen und wird derzeit in den Ursprungszustand einschließlich Betriebsfähigkeit zurückversetzt.
Als reines Ausstellungsobjekt ohne Fahrbereitschaft hat das Obus-Museum Solingen den ehemaligen Solinger Obus 10 (Mendoza 80) erhalten. Dieser Wagen vom Typ TS 1 wurde am 19. September 2019 in Mendoza verladen. Nach der Ankunft in Hamburg am 30. Oktober wurde der Obus am Morgen des 5. November auf einen Tieflader verladen, der Solingen wiederum am gleichen Abend erreichte.